# Балтийский прайд

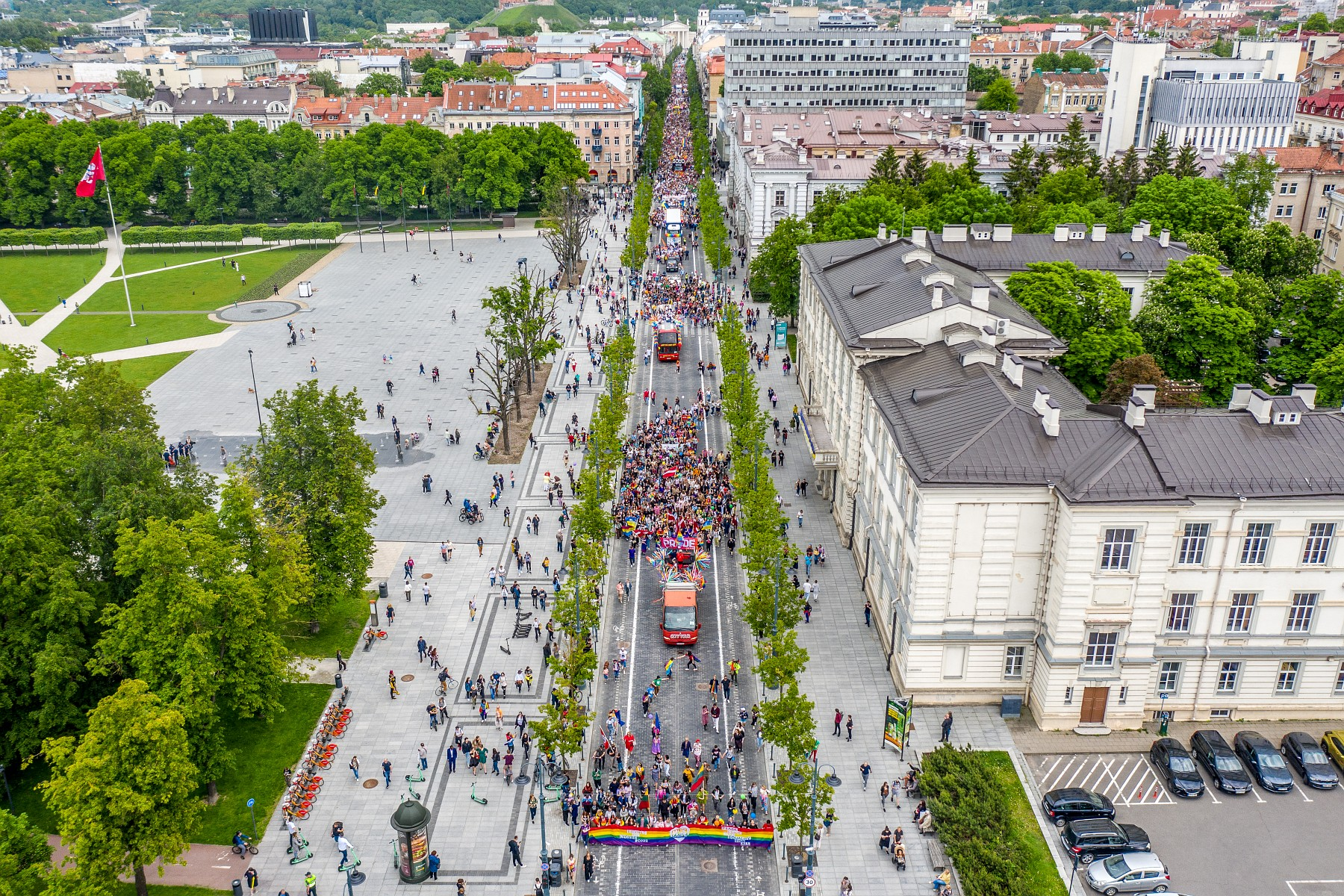
Балтийский прайд в Вильнюсе, 2022 год

Балтийский прайд — ежегодный парад гордости, поочерёдно проводящийся в столицах стран Балтии: Таллине, Риге и Вильнюсе. Он проводится в поддержку поднятия вопросов толерантности и прав ЛГБТ-сообщества и поддерживается ILGA-Europe. С 2009 года основными организаторами выступили латвийская национальная организация по правам ЛГБТ Mozaīka, Литовская гей-лига и Эстонская ЛГБТ-ассоциация.

## Латвия

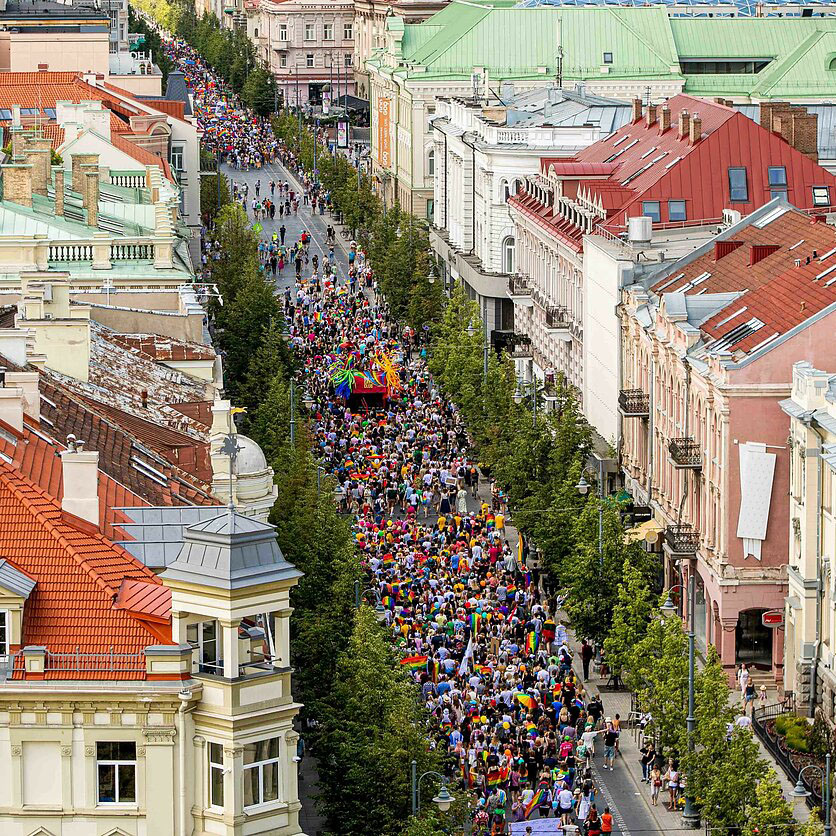
Балтийский прайд в Вильнюсе, 2019 год

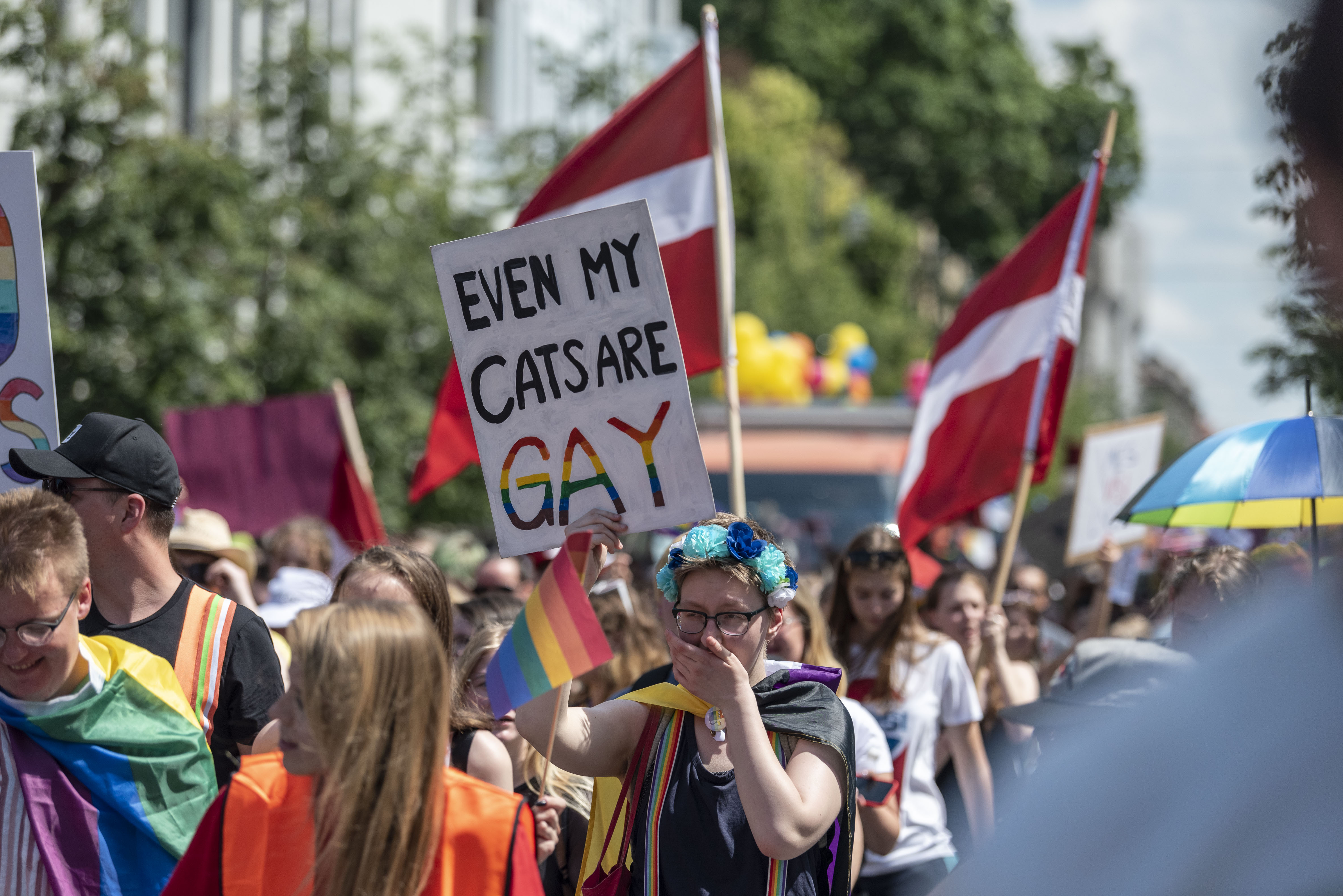
Балтийский прайд в Риге

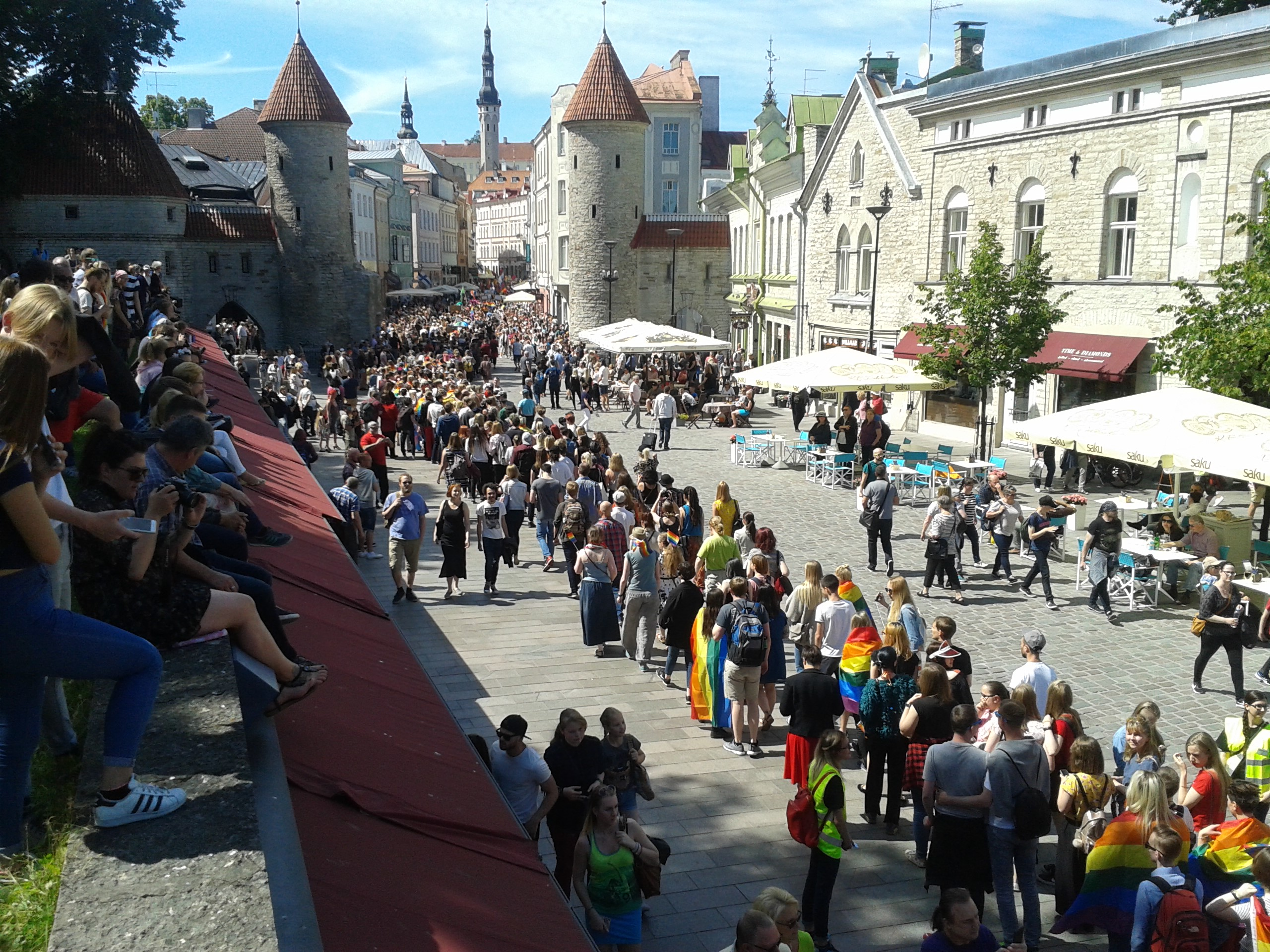
Балтийский прайд в Таллине

Первый парад гордости, проведённый в Латвии, состоялся в 2005 году под названием Riga Pride. Политическая оппозиция параду возникла после того, как организаторы получили разрешение. Премьер-министр Латвии Айгарс Калвитис публично выступил против мероприятия, разрешение на парад было отозвано, но затем вновь вошло в силу после решения суда. Заместитель мэра Риги Юрис Луянс подал в отставку в знак протеста против парада.
После публичных проявлений гомофобии вокруг первого парада гордости в 2005 году некоторые члены ЛГБТ-сообщества, их друзья и члены семей объединились, основав организацию Mozaīka в попытке улучшить понимание и толерантность к ЛГБТ-сообществу в Латвии.
С 2006 года мероприятие было официально известно под названием «Рижские дни гордости и дружбы», в их программу вошли экуменическая церковная служба в Англиканской церкви Святого Искупителя и семинары по толерантности и правам ЛГБТ-людей. Против мероприятия выступала оппозиция в виде группы «No Pride» и других. Европарламент выразил разочарование в связи с неспособностью латвийских властей должным образом защитить мероприятие. Рижские дни гордости и дружбы проходили в Риге в 2007 и 2008 годах.
В 2009 году парад был разрешён Административным судом Риги. Это было первое мероприятие под названием «Балтийский прайд», которое ежегодно начало проводиться в столицах каждой из стран Балтии в сотрудничестве с ЛГБТ-организациями этих стран.
В 2012 году на марш в поддержку прав ЛГБТ в Латвии вышли 400 человек, также к ним присоединились американские дипломаты.
В 2015 году парад проходил в рамках мероприятия Европрайд в Риге, впервые общеевропейская неделя прав ЛГБТ-людей прошла в бывшем советском государстве.
В 2018 году в параде в Риге приняли участие 8000 человек.

### Оппозиция
На протяжении многих лет мероприятию угрожали протесты. В 2006 году Рижская дума сначала попыталась отказать в разрешении на проведение парада. Подобные политические дебаты окружали первый прайд-парад в 2005 году.
ЛГБТ-сообщество в Латвии разделились в отношении к этому событию. В опросе, проведенном ILGA-Latvija в феврале 2007 года, 82 % из 537 ЛГБТ-респондентов заявили, что не поддерживают проведение запланированных Рижских Дней гордости и дружбы, и только 7 % считают, что эти мероприятия будут способствовать развитию терпимости. Однако с тех пор ILGA-Latvija изменила свою позицию и теперь положительно относится к Рижским дням гордости и дружбы.

## Литва
Парад проходил в Вильнюсе в 2010 году; это был первый публичный парад гордости, организованный в Литве.
В 2013 году мэр Вильнюса попытался перенести парад на берег реки (где он проходил в 2010 году), на удаленной улице за пределами центра города. Два суда постановили, что он не может это сделать и что Балтийский прайд имеет право использовать тот же маршрут, что и другие публичные демонстрации.
Мэр Вильнюса Ремигиюс Шимашюс заявил, что не возражает против того, чтобы город принимал парад 2016 года. 18 июня 2016 года 3000 членов и союзников литовского ЛГБТ-сообщества приняли участие в Балтийском прайде на центральном проспекте в центре Вильнюса. Парад прошел без серьезных инцидентов. Люди прошли маршем от Лукишской площади (лит. Lukiškių aikštė) до Бернардинского сада (лит. Bernardinų sodas), маршрут составил общей протяженностью 2,3 км. После марша участники собрались в арт-пространстве Loftas на музыкальный концерт, на котором выступили Дана Интернэшнл, DJ Leomeo, LaDiva Live, Мария Сэм Кацева, Донни Монтелл, Русланас Кирилкинас и Саша Сон.
Балтийский прайд использовался для оспаривания дискриминационного применения закона о «пропаганде гомосексуализма» и для поощрения общественных дебатов о признании однополых союзов в Литве.
Балтийский прайд 2019 проходил с 4 по 9 июня в Вильнюсе. Около 10 000 человек прошли маршем 8 июня 2019 года.

## Эстония
Парады гордости проводятся в Таллине с 2004 года. В 2011, 2014 и 2017 годах город принимал Балтийский прайд.

### Отмена в 2020 году
Из-за вспышки коронавируса COVID-19 в Европе организация решила отменить мероприятие в 2020 году. Балтийский прайд 2020 года планировалось провести в Таллине.

## Международная поддержка
Помимо ILGA-Europe, мероприятие также получило поддержку со стороны других ЛГБТ-организаций соседних стран, в первую очередь RFSL из Швеции и Amnesty International.